# Błyskawica (pistolet-mitrailleur)
 (janvier 2015).
La Błyskawica (éclair en polonais) est un pistolet-mitrailleur polonais construit par la résistance polonaise pendant la Seconde Guerre mondiale.

## Histoire

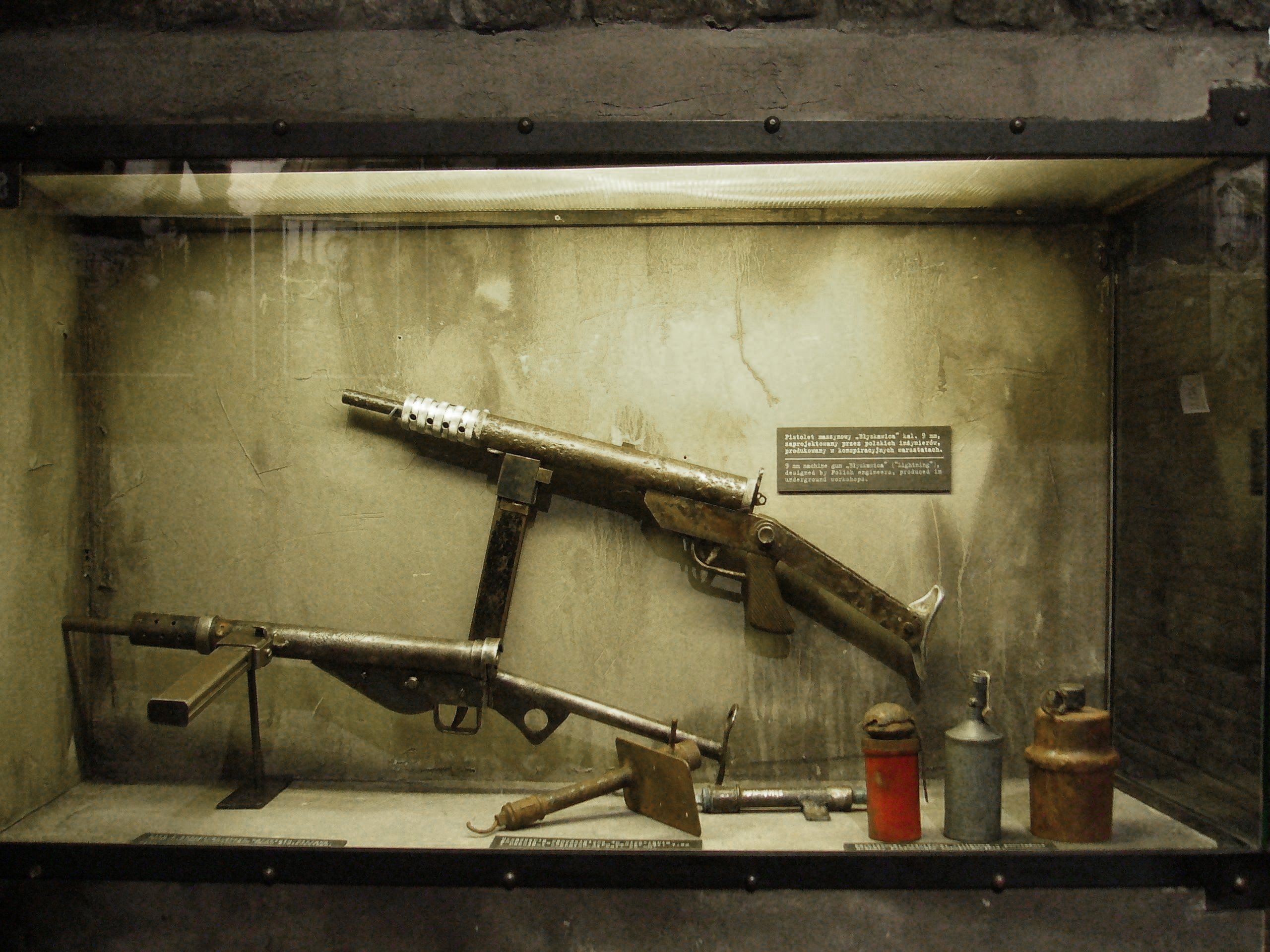
Armes des insurgés de Varsovie.

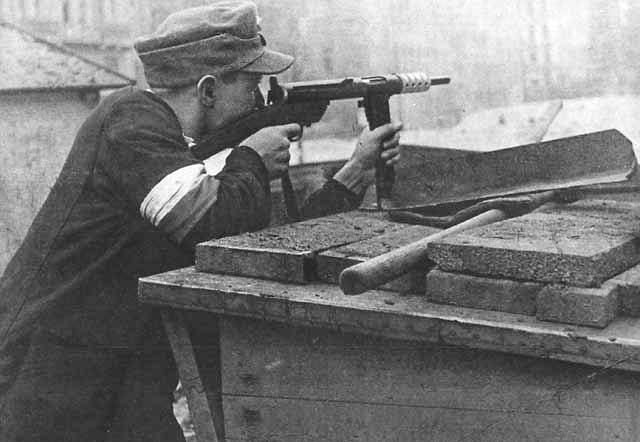
Résistant polonais armé d'une Błyskawica pendant l'insurrection de Varsovie.

En 1942 l'ingénieur Wacław Zawrotny propose au commandement de l'Armia Krajowa la mise en œuvre d'un pistolet mitrailleur adapté à la production en série en clandestinité. Il élabore avec Seweryn Wielanier le projet d'une arme qui pouvait être fabriquée avec des technologies disponibles dans des ateliers artisanaux. Pour cette raison la Błyskawica est assemblée avec des filetages de tuyauterie et des vis.
Les deux ingénieurs prennent l'exemple des meilleurs armes disponibles : MP 40 et Sten. Ils empruntent au premier la configuration (crosse pliante et chargeur en dessous de l'arme) et au deuxième la construction des mécanismes.
La documentation technique est effectuée entre janvier et avril 1943. Le prototype est prêt en août ou en septembre de la même année, et passe ses essais près de Zielonka. Ensuite il est présenté au colonel August Emil Fieldorf, commandant du sabotage de l'Armia Krajowa.
L'arme est envoyée à la production en série. En novembre 1943 le pistolet reçoit le nom de Błyskawica (éclair) en raison de trois éclairs gravés sur sa crosse.
La Błyskawica est produite dans un atelier de fabrication de grillage de fil de fer, appartenant à Franciszek Makowiecki. La présérie compte cinq exemplaires. Après les essais, l'Armia Krajowa commande tout d'abord cent exemplaires, et ensuite une série de 300. Jusque juillet 1944, 600 unités ont été produites. Lorsque l'insurrection de Varsovie éclate, des pièces pour fabriquer une centaine d'exemplaires sont prêtes. Pendant l'insurrection les Błyskawica sont assemblées dans l'armurerie de la rue Baudouin (ulica Boduena).
Au total environ 700 Błyskawica ont été produites.

## Description technique
La Błyskawica fonctionne selon le système culasse non calée (tire à culasse ouverte), son mécanisme de percussion ne permet que le tir automatique. Elle est alimentée par un chargeur droit de 32 cartouches sur deux rangs (identique au chargeur du Sten), situé en bas de l'arme. Elle est dotée d'une sécurité qui bloque la détente, et équipée d'une visée fixe et d'une crosse métallique pliante.